# Dardenne Prairie
Pour les articles homonymes, voir Dardenne.
Dardenne Prairie est une ville américaine située dans le comté de Saint Charles, dans le Missouri.
Selon le recensement de 2010, Dardenne Prairie compte 11 494 habitants. La municipalité s'étend sur 4,92 milles carrés (12,74 km2).